# Diaboliumbilicus mirabilis
Diaboliumbilicus mirabilis är en svampart som beskrevs av I. Hino & Katum. 1955. Diaboliumbilicus mirabilis ingår i släktet Diaboliumbilicus, divisionen sporsäcksvampar,  och riket svampar.   Inga underarter finns listade.